# 謝爾比 (阿拉巴馬州)
謝爾比（英語：Shelby）是一個位於美國阿拉巴馬州謝爾比縣的非建制地區和人口普查指定地區。根據2010年美國人口普查，該地人口為1044人，而該地的面積約為49.24平方千米。

## 地理
謝爾比的座標為33°06′57″N 86°35′03″W / 33.11583°N 86.58417°W，而該地最高點為海拔高度151米（即495英尺）。